# 霍尔果斯市
霍尔果斯市（羅馬化：Qorğas qalası），是中华人民共和国新疆维吾尔自治区伊犁哈萨克自治州管辖的一个县级市。常住人口为7.15万人，市人民政府驻陇海路3号。

## 主要历史
霍尔果斯在蒙古语意为“驼队经过的地方”，哈萨克语意为“积累财富的地方”。霍尔果斯自古为丝绸之路北道的一个驿站，在清朝初年为驻防之地，是伊犁索伦营驻防的6座卡伦之一。
1851年，清朝与俄国代表在伊犁签订《伊犁塔尔巴哈台通商章程》，正式开放伊犁、塔城两个口岸，霍尔果斯被指定为通商通道之一，旧称尼堪卡。1881年，《中俄改订伊犁条约》签订后，规定两国边界百里之内的贸易概不纳税，通商贸易扩展到新疆及内地，也成为两国商旅过往的驿站。1917年俄国十月革命以后，大批俄国旧党败兵涌入新疆，民国政府从霍尔果斯口岸遣返俄旧兵，随即关闭了口岸。1920年5月27日，新疆省政府同苏聯签订了《伊犁临时局部通商条件》，双方分别在伊宁和阿拉木图互设商务交涉机关，同时规定所有进出口货物均走尼堪卡一地，口岸恢复开放。第二次世界大戰时期，由于海上交通被切断，大量物资由霍尔果斯口岸进口，霍尔果斯口岸贸易进入一个较长的稳定发展时期。
1949年后，尼堪卡正式改称霍尔果斯口岸，霍尔果斯口岸由于地理位置，成为中苏贸易的西部最大口岸。1962年后，由于中苏关系紧张的原因，霍尔果斯进出口额急剧减少，到1967年基本呈关闭状态。1983年11月16日，经国务院批准霍尔果斯口岸正式恢复开放。霍尔果斯口岸重新开放后，成为现今中哈两国陆路贸易的最大口岸。2010年5月，中央召开新疆工作座谈会，决定设立霍尔果斯经济开发区，为国家级经济特区。2011年9月，国务院下发《国务院关于支持喀什霍尔果斯经济开发区建设的若干意见》，明确霍尔果斯经济开发区扶持政策。2012年5月，自治区人民政府下发文件，授予霍尔果斯经济开发区行使自治区级管理权。2014年3月，自治区出台《关于在喀什、霍尔果斯经济开发区试行特别机制和特殊政策的意见》，从体制机制、财税、金融、土地、产业集聚、人才集聚和发展以及加大配套服务力度等7个方面给予了34条具体的政策措施。
2014年6月26日，国务院批准新疆维吾尔自治区设立县级霍尔果斯市（国函〔2014〕80号），由伊犁哈萨克自治州管辖，霍尔果斯市的行政区域是原霍城县伊车嘎善乡和莫乎尔牧场、新疆生产建设兵团第四师六十一团和六十二团、霍尔果斯口岸。

## 行政区划
霍尔果斯市下辖5个街道办事处、1个民族乡、2个兵团团场：卡拉苏街道、亚欧东路街道、亚欧西路街道、工业园区街道、兴城街道和伊车嘎善锡伯族乡、兵团六十一团、兵团六十二团。
| 统计用区划代码 | 名称             | 下辖村社区                                                                                     |
| -------------- | ---------------- | ---------------------------------------------------------------------------------------------- |
| 654004001000   | 卡拉苏街道       | 卡拉苏社区、阿力麻里社区、沙彦社区                                                             |
| 654004002000   | 亚欧西路街道     | 索伦社区、可克达拉社区、红桥社区                                                               |
| 654004003000   | 亚欧东路街道     | 祥和社区、丝路社区、亚欧社区                                                                   |
| 654004004000   | 工业园区街道     | 英塔尔社区、苏新社区、拱宸社区                                                                 |
| 654004005000   | 兴城街道         | 和谐社区、赛克山屋依社区、卡拉巴克社区、喀拉奥依社区、开干社区、库鲁斯社区、格干社区、幸福社区 |
| 654004200000   | 伊车嘎善锡伯族乡 | 加尔苏村、伊车嘎善村、赤哲尕善村、柳树渠村、喀拉塔斯村                                         |
| 654004005000   | 兵团六十一团     | -                                                                                              |
| 654004006000   | 兵团六十二团     | -                                                                                              |

## 人口
2020年末，根据第七次人口普查数据显示：全市常住人口为71466人。

## 经济
2010年5月霍尔果斯经济特区设立后，由于当地政府的多重税收优惠政策引发在霍尔果斯注册公司的热潮。2010年当年，即出台“企业所得税5年免征”政策。2013年出台“增值税奖励”政策，增值税留存最高返还50%，个人所得税地方留存部分返还90%。正式确立“五年免税5年减半”政策。2017年出台上市公司30万到200万不等的奖励政策。同时根据规定，2010年至2020年间，新注册公司五年内企业所得税全免，五年后地方留存的40%的税将以“以奖代免”的方式返还给企业。另外，企业增值税、个人所得税等符合一定条件后可获得的相应的奖励。2017年的报道称，在公司股票上市方面亦可获得便利。仅电影业，注册的公司就超过600家。由此引发中国大陆本土电影均有霍尔果斯公司出品的现象。
2018年1月，霍尔果斯调整优惠政策，当地政府要求企业实体落地，在当地有固定办公场所和人员，为员工缴纳社会保险，拿出企业所得税减免的20%用于当地投资，缴纳保证金等。同年5、6月间，崔永元揭露影视明星偷税漏税，引发范冰冰偷税漏税事件。影视公司和明星偷漏税问题成为公共舆论焦点。在多重因素下，6月起，霍尔果斯有超过百家的影视公司注销。
2020年，霍尔果斯市实现生产总值193.89亿元人民币，全市城镇居民人均可支配收入32735元人民币，农村居民人均可支配收入15530元人民币，公共财政预算收入28.84亿元人民币，社会零售品销售总额17.36亿元人民币，完成招商引资到位资金223.36亿元人民币，外贸进出口总额35.52亿美元。
2020年，全市实现农林牧渔业总产值5.90亿元人民币，全市农作物播种面积10.56万亩，其中粮食播种面积8.45万亩。全年粮食产量12.46万吨，其中小麦产量0.50万吨，玉米产量3.55万吨。全年水果产量6.03万吨，其中葡萄2.22万吨，苹果1.65万吨，桃1.69万吨。全年猪牛羊禽肉产量1888.45吨，其中猪肉产量595.29吨，牛肉产量636.49吨，羊肉产量568.58吨，家禽肉产量88.09吨，禽蛋产量279.40吨，奶类产量1944.80吨。牲畜存栏11.82万头。2020年，霍尔果斯口岸实现通关货运量622.02万吨（不含天然气），通关贸易额1901.91亿元人民币（不含天然气）。

## 地理
霍尔果斯市位于伊犁哈萨克自治州霍尔果斯经济开发区境内，市区面积1908.55平方公里，地理坐标为东经80°29′，北纬44°14′，位于亚欧经济板块的中心位置，国道312线（上海—霍尔果斯经济开发区）最西端，陇海—兰新铁路国际新通道最西端，紧邻中亚，联通欧洲，具有战略性区位优势。北边临近兵团霍尔果斯口岸工业园区A区，南边临近63团和莫乎尔乡边界，西侧与62团、63团接壤，东边临近六十三团一库。
霍尔果斯平均海拔750-840米之间，地势由北向南倾斜，较为平坦。由于受北天山和南天山的阻拦，气候温暖湿润，年平均气温8℃，无霜期179天，属于典型的温带性气候。霍尔果斯河、卡拉苏河和东风干渠流经口岸，水源比较丰富。

## 教育
2020年，全市共有小学6所，初级中学1所，高级中学1所，普通中等专业学校1所，幼儿园14所。全市各级各类学校在校生5621人，其中小学在校人数3014人、普通中学在校学生2367人、普通中等专业学校在校学生240人，在园幼儿1702人。全市各级各类学校共有教职工475人，其中小学269人、普通中学186人，幼儿园269人。

## 旅游景点
2020年，全市旅游人数889万人次，其中自驾游客485.08万人次，团队游客44.57万人次，散客359.84万人次，全市实现旅游收入66.12亿元人民币。
- 馕产业园[18]
- 可克达拉草原风情园[19]
- 莫乎尔桃花岛景区[20]
- 国门景区[21]

## 交通

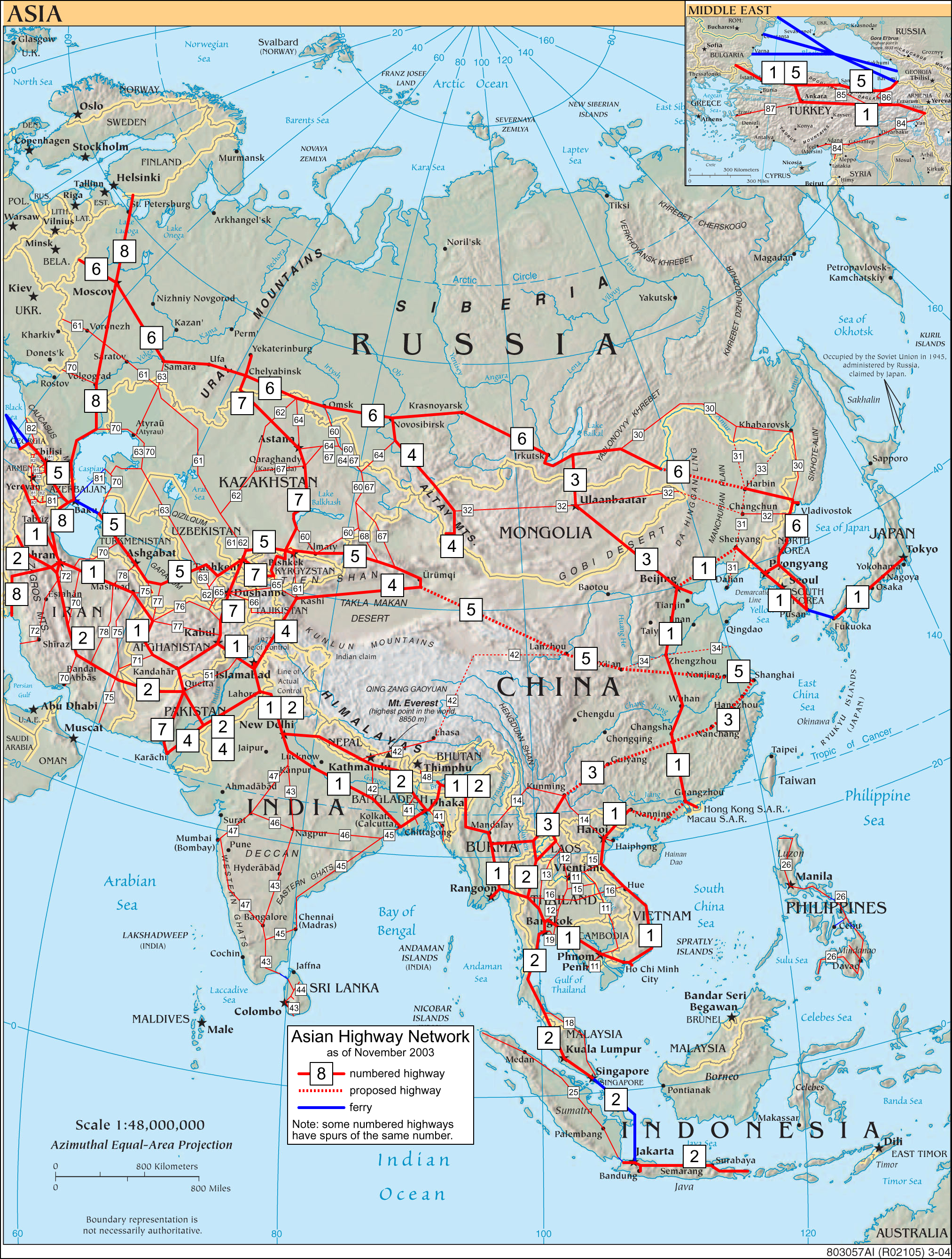
亚洲公路

218国道起始于霍尔果斯，终点若羌。
 219国道起始于喀納斯湖，终点東興，霍尔果斯過境。
 312国道起始于中国上海市人民公园，终点霍尔果斯。
 连霍高速起始于江苏连云港，终点为霍尔果斯，横贯中国东、中、西部，是中国高速公路网“五纵七横”中的“第四横”，途经江苏、安徽、河南、陕西、甘肃、新疆等六个省区。该高速被编入亚洲公路9号线，其中西安至霍尔果斯段同时被编入亚洲公路5号线。
 欧洲E012公路始发于阿拉木图，终点 中国霍尔果斯市。

## 參閲
- 無水港（英语：Dry Port）